# Romilda (Vorname)
Romilda, wovon es die Varianten Romilde und Rumilde gibt, ist ein weiblicher Vorname.
Der Name setzt sich aus zwei  althochdeutschen Wörtern zusammen: „hruom“, das für Ruhm oder Ehre steht und „hiltja“, das Kampf bedeutet. Romilda bedeutet also in etwa rühmliche Kämpferin. Romilda steht im Italienischen für Heldin (eroina) und wird vom langobardischen Romphilde abgeleitet. Der Namenstag in Italien wird am 1. November gefeiert.

## Persönlichkeiten
- Romilda, Herzogin von Friaul (* um 570, † 610, Cividale del Friuli).[1]

## Wissenswertes
- Romilda ist die Titelheldin in Georg Friedrich Händels Oper Serse.
- Romilda Vane ist eine Nebenfigur in Harry Potter und der Halbblutprinz.
- Die Mutter von Sophia Loren hieß Romilda Villani.